# Crambe tamadabensis
Crambe tamadabensis là một loài thực vật có hoa trong họ Cải. Loài này được Prina & Marrero Rodr. mô tả khoa học đầu tiên năm 2000 publ. 2001.